# شهرک صنعتی بیلوردی
شهرک صنعتی بیلوردی یکی از شهرک‌های صنعتی استان آذربایجان شرقی است که در مجاورت روستای بیلوردی و در ۲۵ کیلومتری شهر هریس واقع شده‌است.